# Sudeste Asiático
El Sudeste Asiático (o Sureste Asiático) es una de las veintidós subregiones en que la ONU divide el mundo. A ella pertenecen once países. 
Limita al norte con Asia Oriental, al este con el océano Pacífico, el mar de la China meridional, Micronesia y Melanesia; al sur con el océano Índico que la separa de Australia, al oeste también con el océano Índico y el golfo de Bengala, y al noroeste con Asia del Sur.
Se puede dividir en una parte continental y una insular. La parte continental, tradicionalmente llamada Indochina, está ubicada entre India y China y comprende (de noroeste a sudeste): Birmania, Tailandia, Laos, Camboya, Vietnam, la parte continental de Malasia (península de Malaca) y el pequeño estado de Singapur. El sudeste Asiático marítimo, tradicionalmente llamado archipiélago malayo, consta de la parte insular de Malasia, Indonesia, Filipinas y los pequeños estados de Brunéi y Timor Oriental. 
A pesar del crecimiento vertiginoso que experimentó con la liberalización económica, esta fracasó cuando la región se estrelló estrepitosamente en la crisis financiera asiática de 1997. Actualmente los países se organizan en la Asociación de Naciones de Asia Sudoriental (ASEAN) que incluye a todos los países de la región, excepto Timor Oriental. Hoy, el Sudeste Asiático está predominantemente gobernado por estados independientes. Vietnam y Laos son algunos de los únicos países del mundo que continúan con regímenes autoritarios oficialmente socialistas pero en la práctica capitalistas.

## Denominaciones
El término “Sudeste Asiático” es una traducción directa del inglés, proveniente de South East Asia Command (Mando del Sudeste Asiático), un comando de operación de los Aliados en la Segunda Guerra Mundial, y es una denominación postcolonial de los territorios conocidos como Indochina (Sudeste Asiático continental) y las Indias Orientales (Sudeste Asiático insular o archipiélago malayo). 
Antes la región fue conocida como Indias Orientales o Insulindia en referencia al vecino subcontinente indio. La zona incluye once países, algunos situados en el continente y otros en el archipiélago; Malasia es la única de las naciones del Sudeste Asiático que posee territorio en los dos. 
Suele incluir los países detallados a la derecha a los que en ocasiones se le añaden Papúa Nueva Guinea (parte de Oceanía) y la isla de Taiwán (parte del Asia Oriental). 
Desde el punto de vista político toda Indonesia forma parte del Sudeste Asiático, pero desde el geográfico sus provincias ubicadas al este de la línea de Wallace, como las de la isla de Nueva Guinea, pertenecen a Oceanía y no a Asia.

## Historia

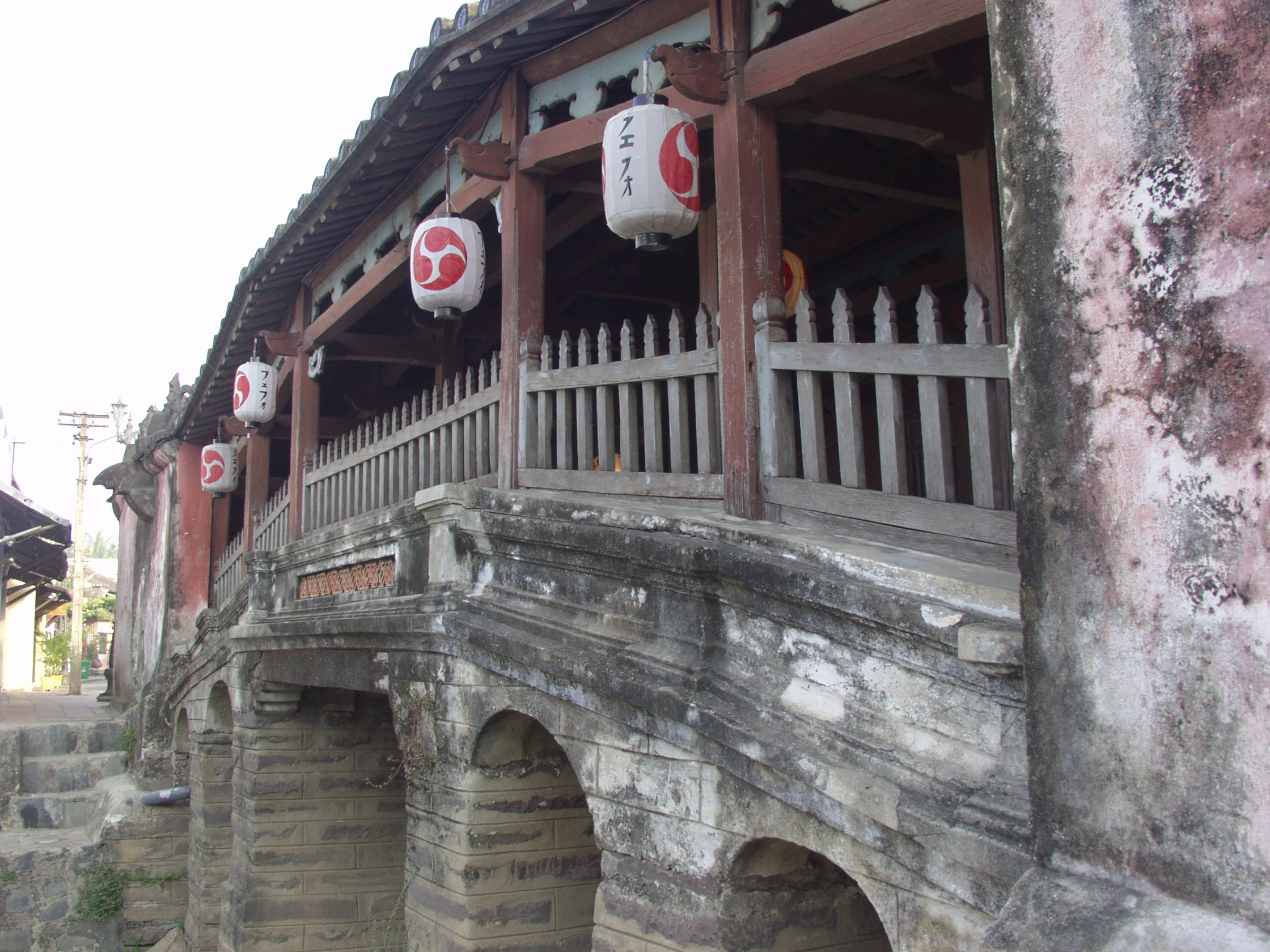
Hoi An pueblo antiguo en Vietnam, Patrimonio de la Humanidad, puerto comercial en la Ruta de la seda, lugar de intercambio cultural entre Vietnam, Japón, China y otros países.

La historia de la región no es ajena a la del mundo y es un punto de llegada y de partida de numerosos pueblos. El Sudeste Asiático es una región de Asia con mayor diversidad lingüística y étnica, y parece que con el surgimiento de la agricultura un número importante de grupos lingüísticos incrementaron notoriamente su población y se expandieron desde el sudeste asiático. Así un número importante de familias lingüísticas importantes de Asia parecen haberse originado en esta región entre ellas, las lenguas sino-tibetanas, las lenguas austronesias, las lenguas austroasiáticas, las lenguas hmong-mien o las lenguas tai-kadai. Respecto a la diversidad étnica, en la región se cruzan poblaciones de fenotipos diversos: el tipo malayo que viene del sur y de las islas, con el tipo oriental o asiático oriental que viene del norte y un tipo constituido por los llamados negritos, de presencia más antigua en la región y con pequeñas poblaciones que aún subsisten en Filipinas, Malasia, Tailandia y Andamán.
En tiempos históricos, la región fue peculiar por estar situada entre dos importantes áreas culturales, el mundo chino y el mundo indio. De dichos países ha habido influencias del tipo cultural, lingüístico, religioso y político que todavía subsisten. Hacia el siglo I toda la región recibió una fuerte inmigración de los pueblos de la India, especialmente del norte y de la casta de los brahmanes. Tales pueblos trajeron consigo el hinduismo y moldearon las lenguas primitivas con un gran aporte del sánscrito. El hinduismo perduró en la región hasta el siglo XV cuando en la península Indochina se introdujo el budismo de Theravāda desde Sri Lanka y en las islas comenzó la introducción del islam. 
Los siglos XVII y XVIII vieron también el advenimiento del colonialismo. El único país que lo pudo evitar, gracias a las políticas de modernización de su monarca, fue Siam.
Después de la independencia de las colonias, el Sudeste asiático se vio sacudido por fuertes guerras internas e internacionales y escenario del enfrentamiento de la Guerra Fría que provocó situaciones como la guerra de Vietnam con sus consecuencias en Camboya, así como duras dictaduras militares en Filipinas (Ferdinand Marcos), Indonesia (Suharto) y Birmania (junta militar).

## Geografía

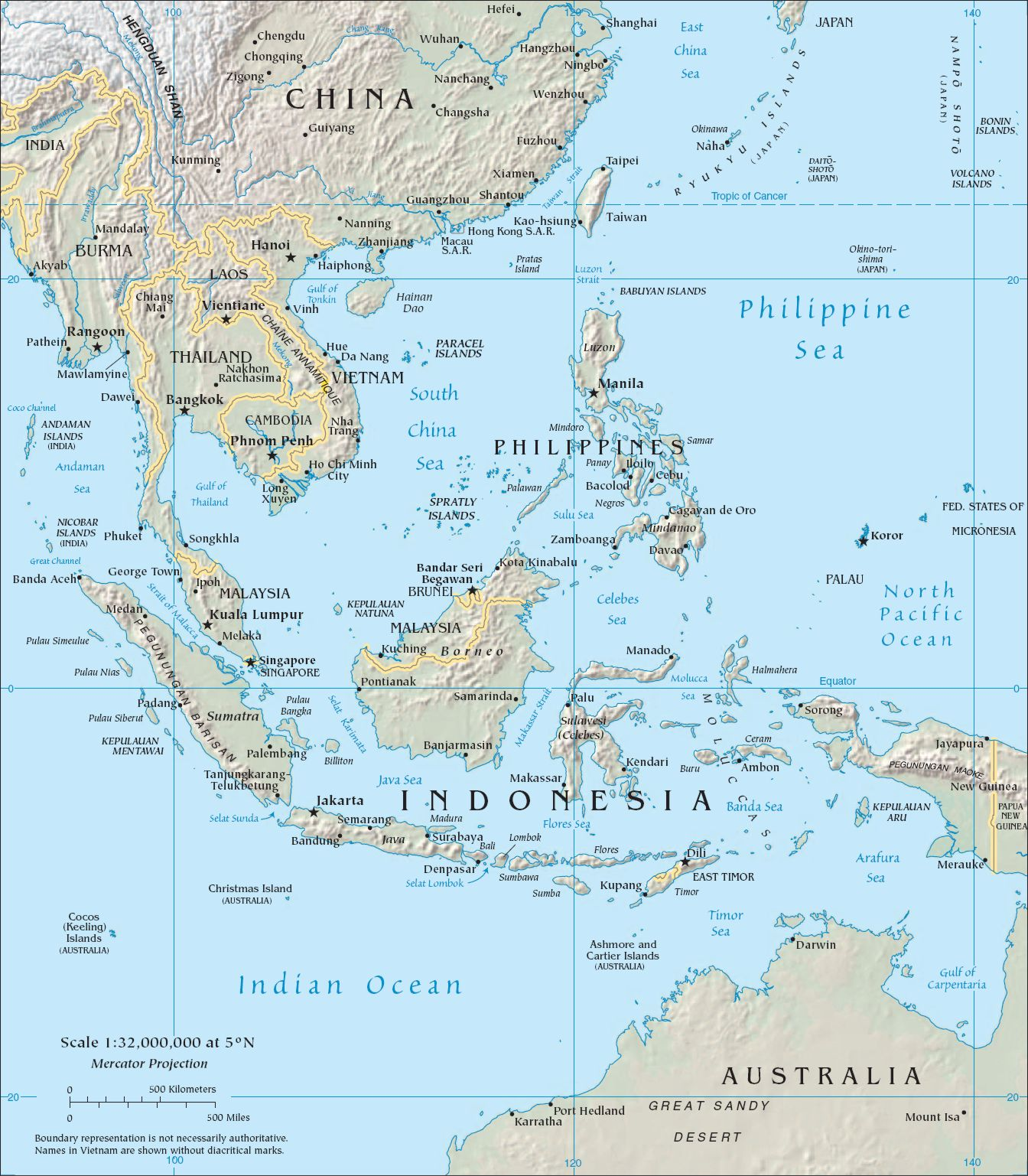

La región está ubicada entre los meridianos 90 y 130 Este aproximadamente y entre los paralelos 7 y 30 Norte, y comprende dos divisiones: la de Indochina (parte continental) e Insulindia (compuesta de los archipiélagos de la Sonda, las Molucas y las Filipinas).
Comprende una gran variedad geográfica y tiene una posición estratégica, ante todo se encuentra ubicada en medio de los dos gigantes asiáticos, la India al occidente y la China al norte, que cada uno a su tiempo le han dado su aportación. En la península Indochina se encuentran Birmania, Tailandia, Laos, Camboya, Malasia y Vietnam que a su vez conservan una cierta unidad dado su cercanía y común historia. En el archipiélago de Insulindia se encuentran Indonesia, Malasia y Filipinas constituidas por millares de islas; Timor Oriental, Brunéi y Singapur son territorios insulares que constituyen los países más pequeños de la región.
Los mares que rodean al sudeste asiático son los siguientes: al occidente el golfo de Bengala, al sur el océano Índico y al oriente al océano Pacífico, con una serie de mares y golfos al interior de la región como el golfo de Siam, el Mar de la China Meridional, el mar de Célebes y otros. 
La región también es rica en sistemas fluviales importantes como el río Mekong, uno de los mayores del mundo, que nace al sur de la China, recorre Tailandia, Laos, Camboya y Vietnam. En este último país, al sur, crea un importante sistema deltaico. Se le une el Tonle Sap que forma el lago del mismo nombre dentro del territorio de Camboya. La importancia del lago es señalada por la fundación en sus orillas de la ciudad de Angkor.
El norte de la península Indochina es prácticamente montañoso como sistema ligado a la gran meseta del Tíbet. La mayor parte del territorio de Laos está cruzado por dicho sistema de montañas, con alturas que van entre los 2500 y 3000 metros, especialmente el altiplano de Yunnan, y del mismo modo, el norte de Tailandia y Vietnam. Las islas más grandes de los archipiélagos poseen sistemas importantes de montañas con alturas similares en Borneo, Célebes, Java y el norte de Filipinas.

## Economía

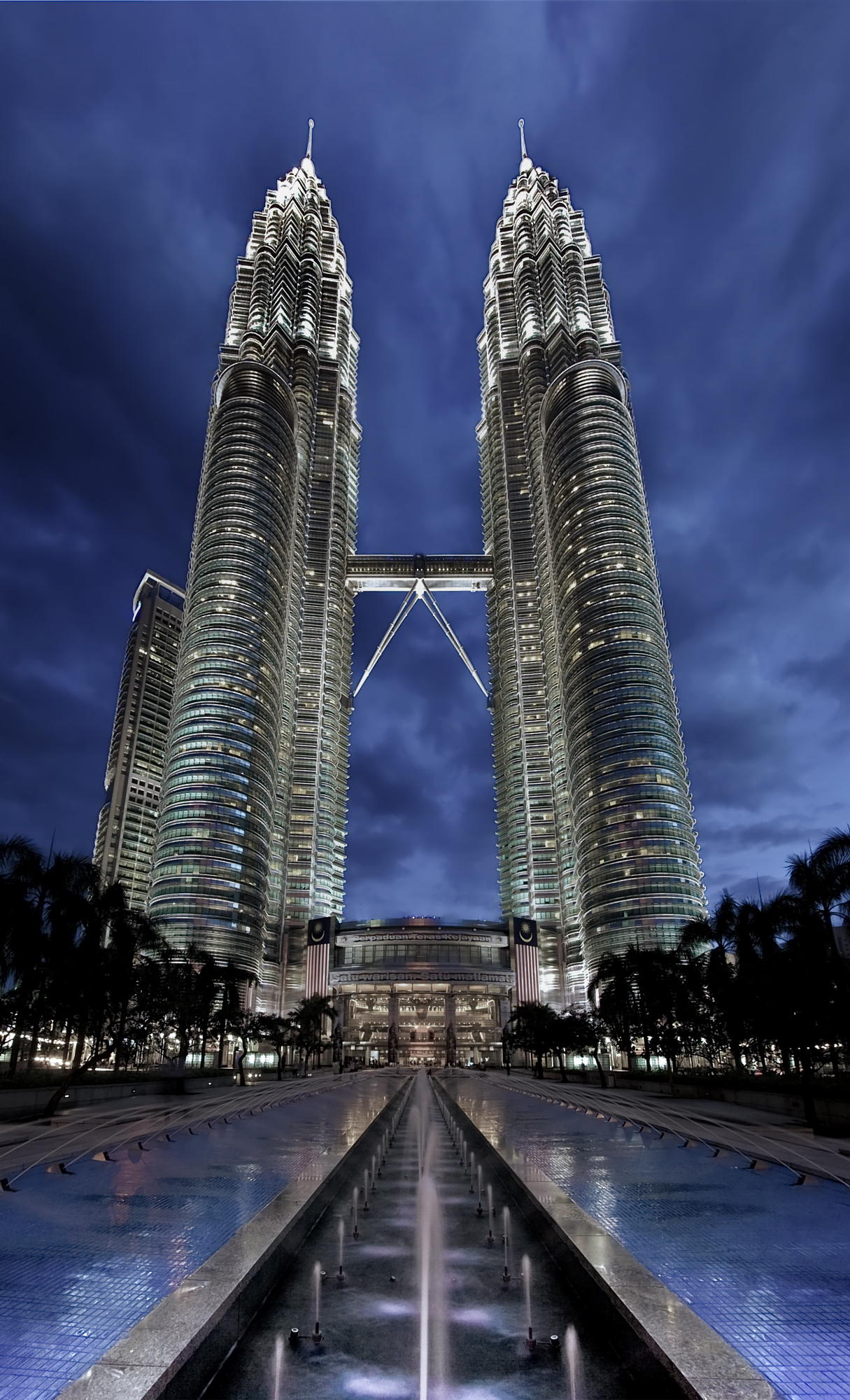
Torres Petronas en la ciudad de Kuala Lumpur, Malasia, uno de los mayores centros económicos regionales.

Antes de la penetración de los intereses europeos, el sudeste de Asia ya formaba una parte importante del comercio mundial. El Reino de Ryukyu participaba a menudo en el comercio marítimo con el Sudeste Asiático. Los principales productos originarios de la región eran especias como pimienta, jengibre, clavo y nuez moscada. El comercio de especias inicialmente fue desarrollado por los comerciantes indios y árabes, pero también atrajo europeos a la región, primero españoles y portugueses, luego holandeses y finalmente ingleses y franceses se involucraron en esta empresa asentados en distintos territorios. La penetración de los intereses comerciales europeos evolucionó gradualmente hacia la anexión de territorios, ya que los comerciantes presionaron para proteger y ampliar sus actividades. Como resultado, los holandeses se movieron a Indonesia, los británicos a la península malaya y los franceses a Indochina.
Aunque la economía regional depende en gran medida de la agricultura, la industria y los servicios son cada vez más importantes. Un mercado emergente, Indonesia es la mayor economía de la región y el único miembro sudasiático del G-20. Los países recientemente industrializados son Filipinas, Malasia y Tailandia, mientras que Singapur y Brunéi son poderosas economías desarrolladas. El resto sudasiático es aún principalmente agrario, aunque Vietnam destaca en el desarrollo de sus sectores industriales. Actualmente, destacan en la región las manufacturas textiles, productos electrónicos de alta tecnología, como microprocesadores, y productos industriales pesados, como automóviles. También hay reservas de petróleo. 
Diecisiete empresas de telecomunicaciones han sido contratadas para construir un nuevo cable submarino para conectar el Sudeste Asiático a los EE. UU. Así se pretende evitar el corte reciente del cable submarino que va desde Taiwán hacia EE. UU. por el terremoto.

## Demografía
El sudeste asiático tiene un área de aproximadamente 4 500 000 kilómetros cuadrados (1 700 000 millas cuadradas). A partir de 2021, alrededor de 676 millones de personas vivirán en la región, más de una quinta parte (143 millones) en la isla indonesia de Java, la isla grande más densamente poblada del mundo. Indonesia es el país más poblado con 274 millones de personas, y también el cuarto país más poblado del mundo. La distribución de las religiones y las personas es diversa en el sudeste asiático y varía según el país. Unos 30 millones de chinos de ultramar también viven en el sudeste asiático, sobre todo en la Isla de Navidad, en Indonesia, Malasia, Filipinas, Singapur y Tailandia, y también en Vietnam donde se les conoce como Hoa. Las personas de origen del sudeste asiático se conocen como asiáticos del sudeste o aseanitas. [cita requerida]

### Grupos étnicos
Los pueblos del sudeste asiático se dividen principalmente en cuatro grupos etnolingüísticos principales: austroindonesios, austroasiáticos, tais (parte de la familia más amplia Kra-Dai) y tibeto-birmanos (parte de la familia sino-tibetana). También hay un número más pequeño, pero significativo de hmong-mien, chinos, drávidas, indoarios, euroasiáticos y papúes que también contribuyeron a la diversidad de pueblos en la región.
Se creía que los aslianos y los negritos eran uno de los primeros habitantes de la región. Están genéticamente emparentados con los papúes del este de Indonesia, Timor Oriental y los aborígenes australianos. En los tiempos modernos, los javaneses son el grupo étnico más grande del sudeste asiático, con más de 100 millones de personas, en su mayoría concentrados en Java, Indonesia. El segundo grupo étnico más grande en el sudeste asiático son los vietnamitas (pueblo Kinh) con alrededor de 86 millones de personas, que habitan principalmente en Vietnam, pero también forman una minoría significativa en los vecinos Camboya y Laos. Los tailandeses son los terceros más grandes con alrededor de 59 millones de personas, formando la mayoría en Tailandia.
Indonesia está política y culturalmente dominada por los grupos étnicos javanés y sundanés (ambos son nativos de Java), pero el país también tiene cientos de grupos étnicos repartidos por todo el archipiélago como los madureses, minangkabau, bugis, balineses, pueblos dayak, pueblos batak, malayos y amboneses.
En Malasia, el país está demográficamente dividido en malayos, que constituyen más de la mitad de la población del país, los chinos en alrededor del 22 %, otros bumiputeras en el 12 % e indios en alrededor del 6 %. En el este de Malasia, los Dayaks (principalmente Ibans y Bidayuhs) constituyen la mayoría en el estado de Sarawak, mientras que los Kadazan-dusuns constituyen la mayoría en Sabah. En Labuan, los malayos de Brunéi y los kedayanos son el grupo más numeroso. En general, los malayos son mayoría en Malasia y Brunéi y forman una importante minoría en Indonesia, el sur de Tailandia, Myanmar y Singapur. En Singapur, la demografía del país es similar a la de sus contrapartes de Malasia Occidental, pero en lugar de los malayos, los chinos son la mayoría, mientras que los malayos son el segundo grupo más grande y los indios el tercero.
Dentro de Filipinas, el país no tiene grupos étnicos mayoritarios, pero los cuatro grupos etnolingüísticos más grandes del país son Visayan (principalmente Cebuanos, Warays y Hiligaynons), Tagalogs, Iloko y Bicolanos. Además de los cuatro principales, hay también pueblos Moro de Mindanao, que consisten en Tausug, Maranao, Yakan y Maguindanao. Otros grupos regionales en el país son Kapampangans, Pangasinans, Surigaonons, Ifugao, Kalinga, Kamayo, Cuyonon e Ivatan.
En el sudeste asiático continental, los birmanos representan más de dos tercios de la población de Myanmar, pero el país también tiene varios grupos étnicos regionales que viven principalmente en estados creados específicamente para minorías étnicas. Los principales grupos étnicos regionales en Myanmar son los shan de habla tai, los karen, los rakhine, los chin, los kayah y los rohingya de habla indoaria que viven en la parte más occidental del país, cerca de la frontera con Bangladés. En la vecina Tailandia, los tailandeses son el grupo étnico más numeroso del país, pero se dividen en varios grupos tai regionales, como los tailandeses centrales, los tailandeses del norte o Lanna, los tailandeses del sur o Pak Thai, y los tailandeses del noreste o Isan (que es étnicamente más cercano y relacionado con la gente de Laos que con los tailandeses centrales). Cada uno tiene sus propios dialectos, historia y cultura únicos. Además de los tailandeses, Tailandia también alberga más de 70 grupos etnolingüísticos, de los cuales los más grandes son los malayos patani, los jemeres del norte, los karen, los hmongs y los chinos.
Camboya es uno de los países más homogéneos de la zona, con los jemeres formando más del 90 % de la población, pero el país también tiene una gran cantidad de etnias chams, vietnamitas y varias tribus del interior clasificadas bajo el término jemer loeu (Hill Khmers).